# 新比斯特日采
新比斯特日采是捷克的城鎮，位於該國南部，毗鄰與奧地利接壤的邊境，由南摩拉維亞州負責管轄，面積81.74平方公里，海拔高度588米，2011年人口3,380。

## 外部連結
- Municipal website （页面存档备份，存于） （捷克文）/（德文）
- Narrow-gauge railroad （页面存档备份，存于） （捷克文）/（英文）
- Alma Nová Bystřice （捷克文）/（英文）/（德文）/（匈牙利文）/（俄文）